# گوئن آکین
گوئن آکین (انگلیسی: Gwen Akin؛ زادهٔ ۱۹۵۰) یک عکاس آمریکایی است.
آثار او در مجموعه‌های موزه هنر شهرستان لس آنجلس، مرکز هری رانسوم، مرکز عکاسی خلاق و موزه هنرهای زیبا، هیوستون، گنجانده شده است.